# Качково-Старе
Качково-Старе (пол. Kaczkowo Stare) — село в Польщі, у гміні Брок Островського повіту Мазовецького воєводства.
Населення — 307 осіб (2011).
У 1975-1998 роках село належало до Остроленцького воєводства.

## Демографія
Демографічна структура станом на 31 березня 2011 року:
|          | Загалом | Допрацездатний вік | Працездатний вік | Постпрацездатний вік |
| -------- | ------- | ------------------ | ---------------- | -------------------- |
| Чоловіки | 156     | 34                 | 97               | 25                   |
| Жінки    | 151     | 30                 | 75               | 46                   |
| Разом    | 307     | 64                 | 172              | 71                   |